# Heleniella extrema
Heleniella extrema är en tvåvingeart som beskrevs av Albu 1972. Heleniella extrema ingår i släktet Heleniella och familjen fjädermyggor. Inga underarter finns listade i Catalogue of Life.